# Königliches Gymnasium Lyck

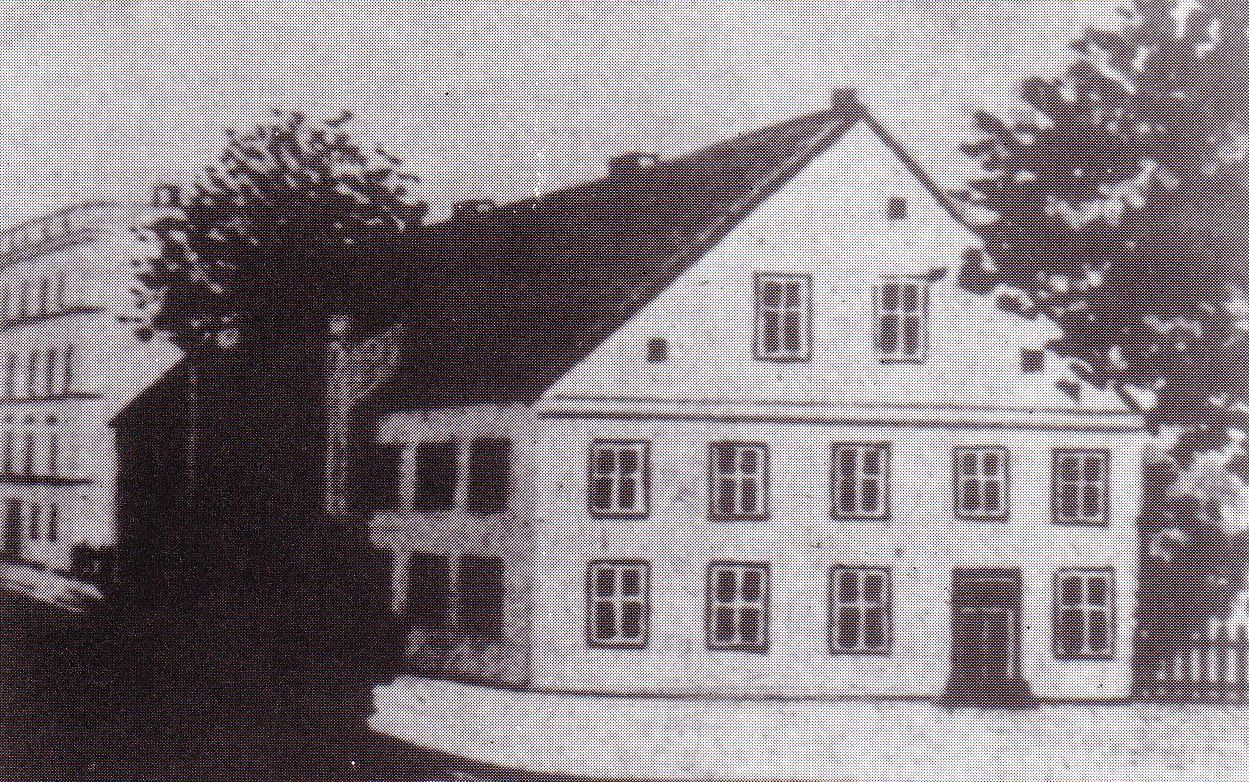
Königliches Gymnasium (1830)

Das Gymnasium in Lyck war eine alte Schule in Masurens Hauptstadt Lyck.

## Geschichte
1472 als Kirchenschule gegründet und 1546 zur Lateinschule erweitert, sollte die Schule die Masurisch sprechenden Schüler auf das Theologie-, Medizin- und Rechtswissenschaftsstudium an der Albertus-Universität vorbereiten. Auf Betreiben der Stände erhob Herzog Georg Friedrich die Schule 1587 zur Provinzial- oder Partikularschule. Lyck wurde Hohenstein vorgezogen, weil es als geistiger Mittelpunkt Masurens galt und die zweite Buchdruckerei des Landes auf einem Gut in seiner Nähe hatte. 1599 zur Fürstenschule erhoben, geriet die Schule im 17. Jahrhundert durch die Tataren und die Große Pest (Preußen) in große Not. Im Siebenjährigen Krieg stand sie infolge der russischen Besetzung des Landes leer. 1813 setzte der Rektor Wollner durch, dass die Schule Königliches Gymnasium wurde. Als sie geweiht wurde, fehlten die Primaner; wenige Wochen vor der Völkerschlacht bei Leipzig standen sie im Felde. Mit der Erhöhung der Anstalt wurde der Rektor zum Direktor. Zugleich entfiel die Oberaufsicht des Ersten Stadtgeistlichen. Eine große Rolle spielte das Sängerkränzchen der Prima. Im Rundschreiben Nr. 1 des Alte-Herren-Verbandes vom 30. Januar 1929 sind 229 Mitglieder aufgeführt.
1913 wurde die Schule ein Reformgymnasium mit angeschlossener Realschule, 1924 wieder ein humanistisches Gymnasium mit Realschule. 1931 wurde sie zur staatlichen Oberrealschule umgewandelt und nach Ernst Moritz Arndt benannt. Bei der 500-Jahr-Feier von Lyck, am 11. Oktober 1925, wurde die Tafel zur Erinnerung an die Völkerschlacht erneuert, die an der 1863 gepflanzten deutschen Eiche angebracht worden war. Außerdem wurde zwei ehemaligen Lehrern eine Erinnerungstafel gestiftet, dem Dichter des Masurenliedes Friedrich Dewischeit und dem Dichter des Preußenliedes Bernhard Thiersch. Ein Anbau mit der Turnhalle wurde 1931 fertiggestellt. 1937 wurde das Gymnasium im Zuge der Gleichschaltung zur Oberschule herabgestuft. Stürmer und Albertus-Nadeln wurden verboten und das 13. Schuljahr abgeschafft, um zusätzliche Offizieranwärter zu gewinnen. Die Schule war vor dem Zweiten Weltkrieg die einzige in Ostpreußen, an der Polnisch von einem Lehrer unterrichtet wurde, alternativ zu Französisch als dritter Fremdsprache nach Englisch und Latein. Sie hatte 20 Lehrer und über 500 Schüler in neun gymnasialen und sechs realen Klassen. Die Schüler kamen aus den Kreisen Oletzko und Johannisburg. 240 Abiturienten wurden Mitglieder des Corps Masovia. 1941 wurde das Schulgebäude zum Lazarett vom Heer (Wehrmacht) umgewidmet. Am 20. Oktober 1944 wurde der Schulbetrieb endgültig eingestellt. Am 20. Januar 1945 drangen die ersten Verbände der Roten Armee in Lyck ein.
1956 wurde eine (in Vergessenheit geratene) Patenschaft mit einer Schule der Patenstadt Hagen abgeschlossen. 2001 stiftete die Kreisgemeinschaft Lyck der Schule eine Ehrentafel für die gefallenen Schüler des Zweiten Weltkriegs in deutscher und polnischer Sprache.

## Schulleiter
- 1587–1588 Johannes Cupzovius
- 1588–1598 Anton Clossaeus

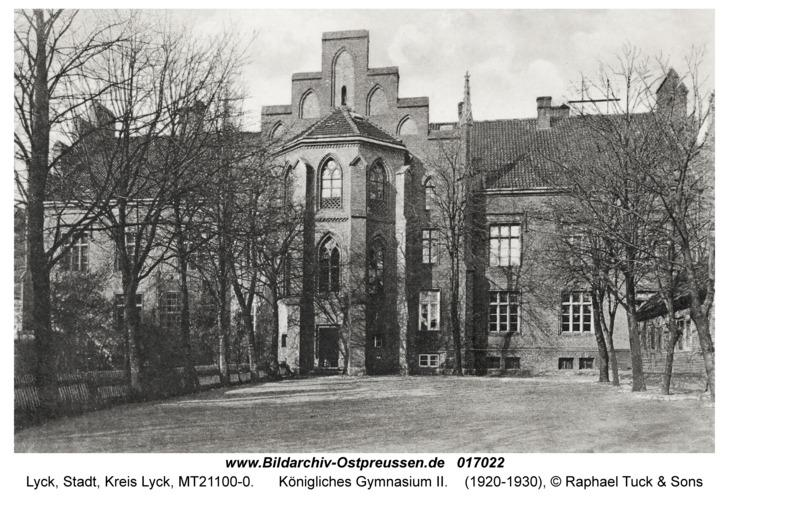
Altes Gymnasium in Lyck (1859)

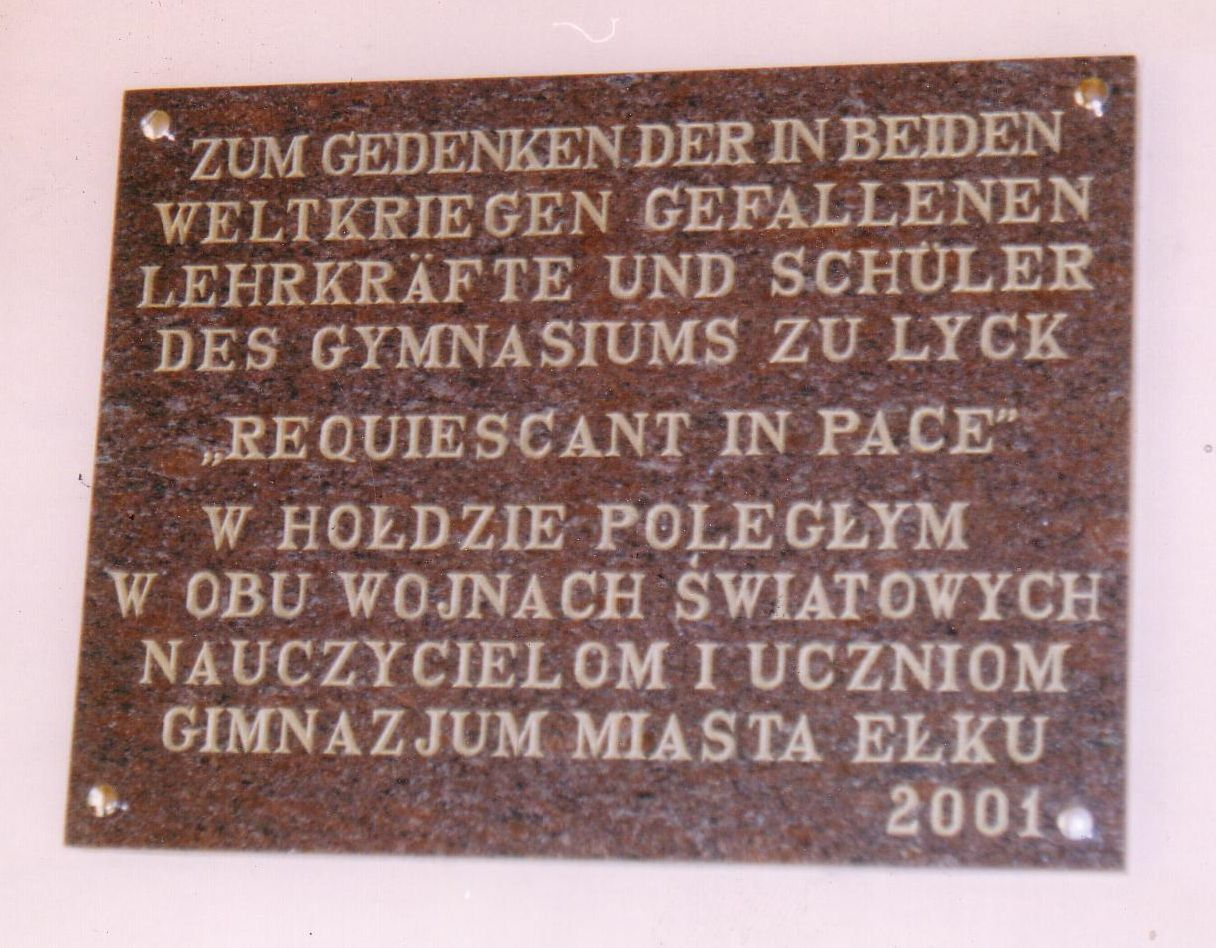
Gedenktafel

- 1598–1602 Petrus Hagius (Peter von Hagen)
- 1602–1607 Christopfor Chioretius
- 1607–1626 Issak Mittelpfort
- 1626–1627 M. Zacharias Puzius (trat das Amt nicht an), Andreas Meyer (fungierte nur kurze Zeit)
- 1627–1629 M. Georgius Rhetellius
- 1629–1631 ?
- 1631–1642 Michael Blenno
- 1642–1653 Michael Gorlovius
- 1653–1657 M. Georgius Caroenicke
- 1657–1674 ?
- 1674–1686 M. Joachim Columbus
- 1686–1692 Christopf Großjohann
- 1692–1693 M. Johann George Spieß (trat das Amt nicht an), Eustachius Wilhelm Romanus
- 1693–1710 Fabian Stavinski
- 1710–1716 Joh. Victorinus Gregorovius
- 1717–1731 Hieronymus Kozik
- 1731–1732 Jacobus Cibulcovius
- 1732–1759 Johann Andreas Boretius
- 1759–1795 Christian Fridrich Rhode
- 1795–1823 Johann Friedrich Wollmer
- 1823–1842 Johann Samuel Rosenheyn, Ehrenbürger von Lyck
- 1842–1864 Michael Fabian
- 1864–1868 Carl Schaper
- 1868–1880 Hermann Hampke
- 1880–1891 Eduard Kammer
- 1891–1919 August Kotowski
- 1919–1921 Albert Scheffler (vertretungsweise)
- 1921–1924 Alfred Krah
- 1924–1934 Wilhelm Bock
- 1934–1940 Werner Voß
- 1940–1943 Erwin Sadowski

## Lehrer
- Johannes Dembowski (1855–1899), deutsche Literatur[4]
- Friedrich Dewischeit (1805–1884), Dichter des Masurenliedes
- Orlando Gortzitza (1811–1889), Kirchenlieddichter, MdHdA
- Hieronymus Maletius (1525/1526–1583/1584), erster bekannter Rektor (1546 bis 1552)
- Hermann Karl Meissner[5]
- Wilhelm Menzel[5]
- Julius Meyer, Philologe
- Albert Scheffler (1858–1928), Altphilologe
- Bernhard Thiersch (1793–1855), Dichter des Preußenliedes

## Schüler
- August Ballnus
- Gustav Adolf Bergenroth
- Heinrich Bittcher
- Hans-Georg Bock
- Carl Contag
- Emil Drenker
- Oskar von Dreßler
- Eugen Drewello
- Julius Frenzel
- Gustav Gisevius
- Paul Hensel
- Konrad Kob
- Wilhelm Kuhr
- Julius Larz
- Alfred Manigk
- Hermann Mensch
- Friedrich Reck-Malleczewen
- Robert Reinbacher
- Julius Rimarski
- Wilhelm von Saltzwedel
- Otto Schellong
- Paul Schroeder
- Fritz Skowronnek
- Richard Skowronnek
- Paul Stengel
- Reinhold Unterberger
- Arthur Zimmermann
- Hugo Zwillenberg